# NGC 1222
NGC 1222 est une galaxie lenticulaire située dans la constellation de l'Éridan. Elle a été découverte par l'astronome français Édouard Stephan en 1883.

## Caractéristiques
NGC 1222 est une galaxie à sursauts de formation d'étoiles dans une zone située près de son noyau. Elle présente une large raie HI et elle renferme également des régions d'hydrogène ionisé. NGC 1222 est une galaxie dont le noyau brille dans le domaine de l'ultraviolet. Elle est inscrite dans le catalogue de Markarian sous la cote Mrk 603 (MK 603).
Selon la base de données Simbad, NGC 1222 est une galaxie à sursaut de formation d'étoiles.
Sa vitesse par rapport au fond diffus cosmologique est de 2 236 ± 14 km/s, ce qui correspond à une distance de Hubble de 33,0 ± 2,3 Mpc (∼108 millions d'al).

### Distance
À ce jour, une mesure non basée sur le décalage vers le rouge (redshift) donne une distance d'environ 30,000 Mpc (∼97,8 millions d'al). Cette valeur est tout juste à l'extérieur des valeurs de la distance de Hubble.

### Luminosité dans l'infrarouge
La luminosité de NGC 1222 dans l'infrarouge lointain (de 40 à 400 µm)  est égale à 2,88 × 1010 {\displaystyle L_{\odot }} (1010,46{\displaystyle L_{\odot }}) et sa luminosité totale dans l'infrarouge (de 8 à 1 000 µm) est de 3,98 × 1010 {\displaystyle L_{\odot }} (1010,60{\displaystyle L_{\odot }}).

## Groupe de NGC 1222
La galaxie NGC 1222 est la plus brillante d'un groupe de galaxies d'au moins 6 membres qui porte son nom. Les 5 autres galaxies du groupe de NGC 1222 sont NGC 1248, MCG -1-9-13, MCG -1-9-21, MCG -1-9-24 et MK 604.  